# Quercus gilva
Quercus gilva — вид рослин з родини Букові (Fagaceae); поширений у південно-східній і східній частинах Азії.

## Опис
Досягає 30 м заввишки, стовбур до 3 м у діаметрі. Кора луската, сірувато-червона, лущиться у великих пластинах. Гілочки густо-коричнево-жовто запушені, стають голими через 3 роки. Листки 6–12 × 2–3.5 см, шкірясті; зверху блискучі зелені та безволосі, знизу білуваті зі зірчастими волосками; молоде листя несе жовтий наліт з обох боків; край з гострими зубами в верхівковій половині; основа клиноподібна; верхівка гостра; ніжка 1–1.5 см, щільно з зірчастими волосками. Чоловічі сережки довжиною 7–11 см. Жіночі суцвіття довжиною 1–1.5 см, волосисті. Жолудь зворотнояйцювато-еліпсоїдний, завдовжки 1.6–2 см, завширшки 1–1.3 см; верхівка волохата; закритий на 1/4 чашечкою, яка 6–8 мм завдовжки, 11–15 мм завширшки; дозріває через 1 рік.

## Середовище проживання
Поширений у південно-східній і східній частинах Азії (Китай, Японія, Республіка Корея, Тайвань).
Висота проживання: 300–1500 м.

## Галерея

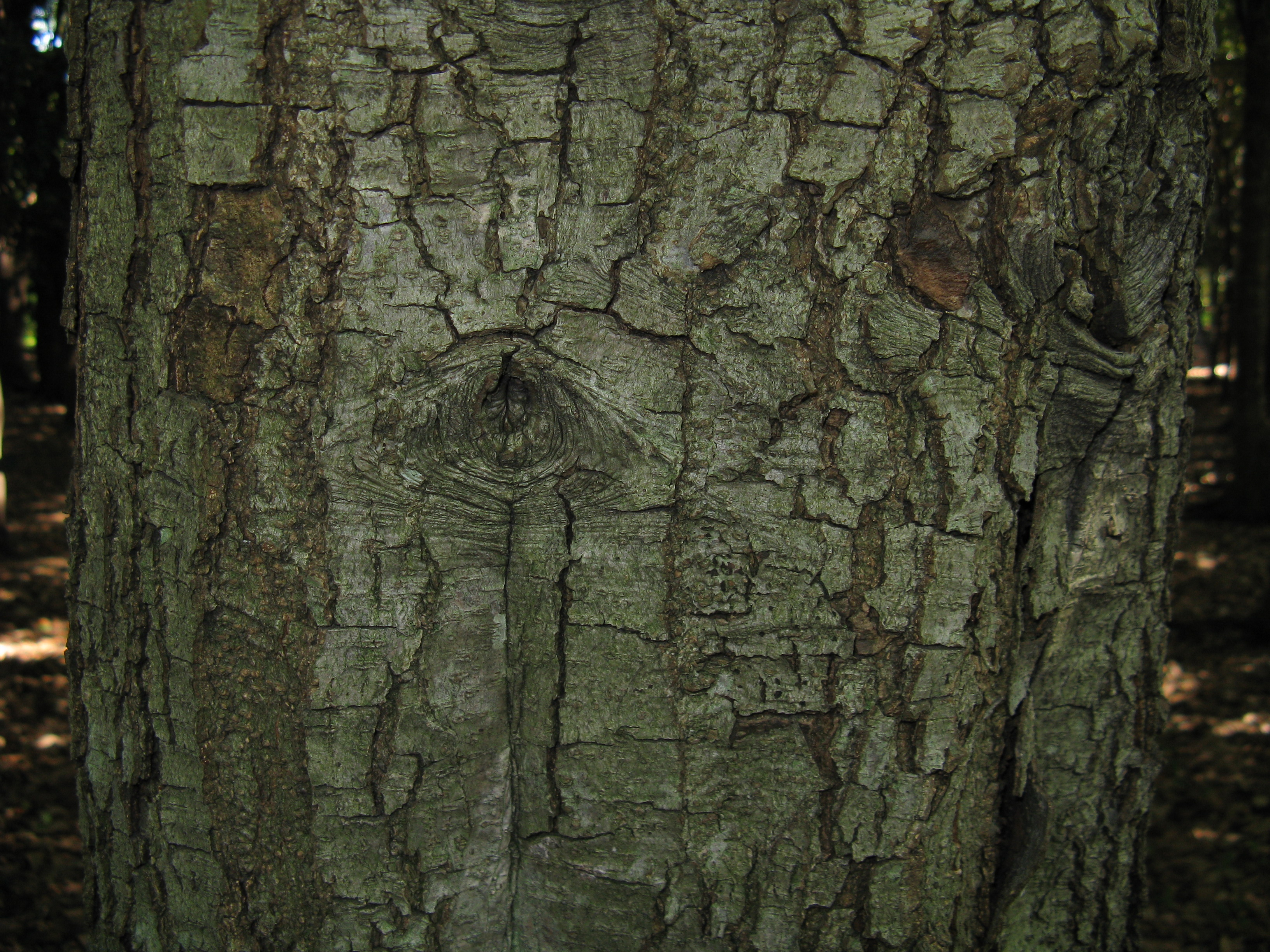
кора
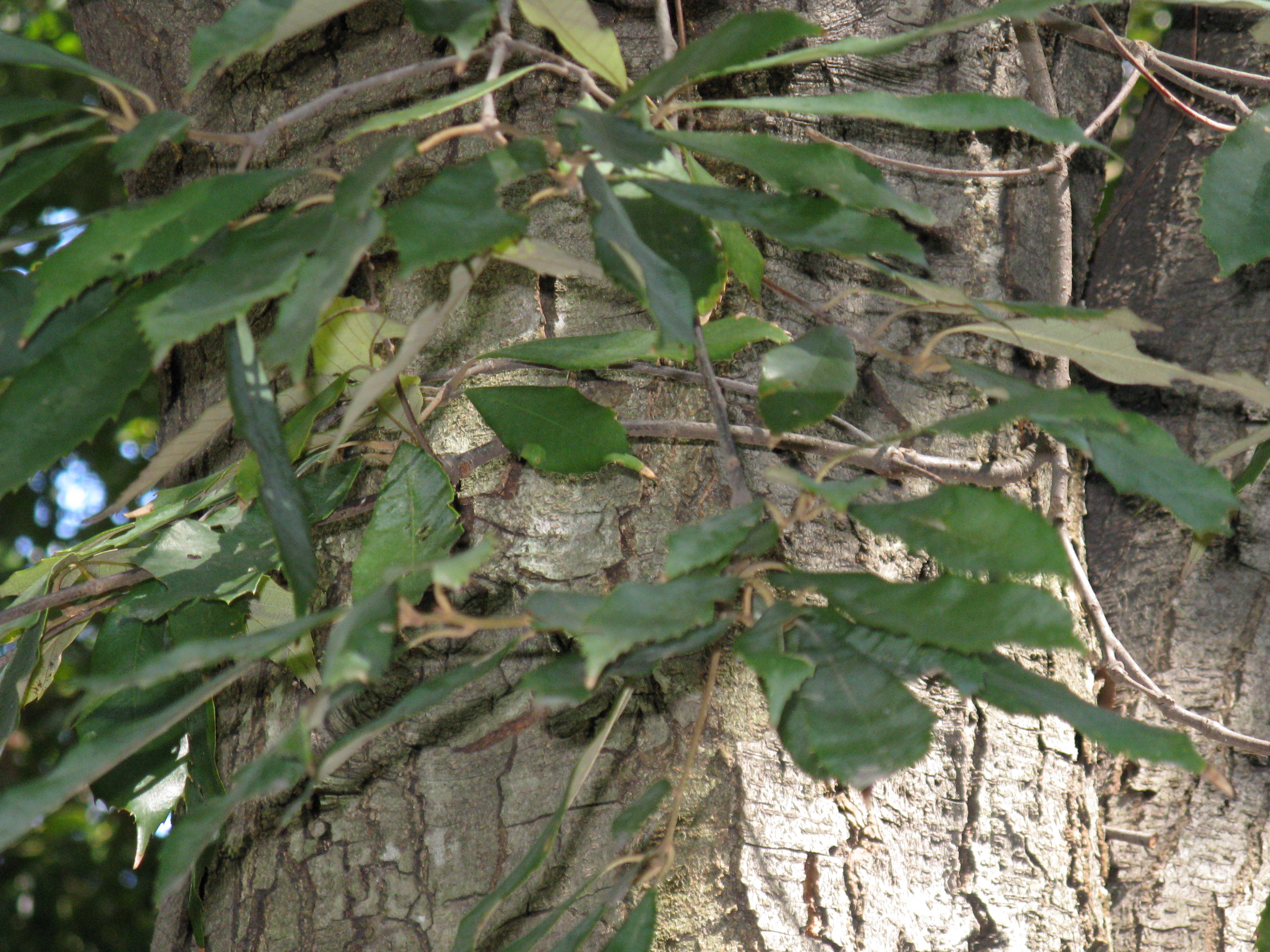
листки
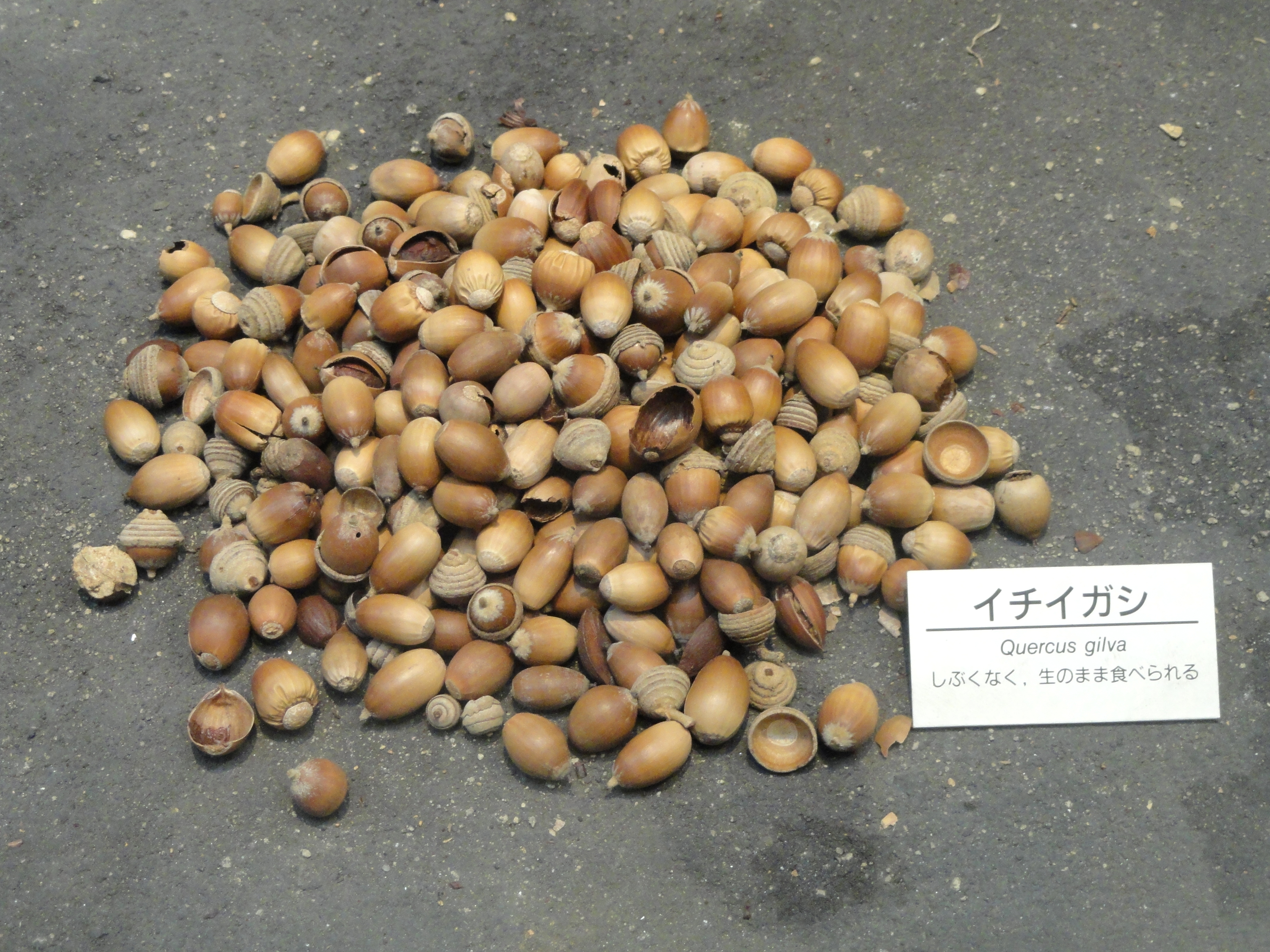
жолуді